# Mérey-sous-Montrond
Mérey-sous-Montrond est une ancienne commune française située dans le département du Doubs en région Bourgogne-Franche-Comté. Les habitants se nomment les Mérymontois et Mérymontoises.
Depuis le 1er janvier 2022, elle a fusionné avec Villers-sous-Montrond pour former la commune nouvelle des Monts-Ronds.

## Géographie

### Toponymie
Mayre in Varesco en 1230 ; Mérey en 1296 ; Mere au XIVe siècle.
Cette commune est située à 18 km au sud de Besançon, sur le premier plateau du massif du Jura.

## Urbanisme

### Typologie
Mérey-sous-Montrond est une commune rurale, car elle fait partie des communes peu ou très peu denses, au sens de la grille communale de densité de l'Insee,,,.
Par ailleurs la commune fait partie de l'aire d'attraction de Besançon, dont elle est une commune de la couronne. Cette aire, qui regroupe 312 communes, est catégorisée dans les aires de 200 000 à moins de 700 000 habitants,.

### Occupation des sols
L'occupation des sols de la commune, telle qu'elle ressort de la base de données européenne d’occupation biophysique des sols Corine Land Cover (CLC), est marquée par l'importance des territoires agricoles (52,3 % en 2018), une proportion sensiblement équivalente à celle de 1990 (53,4 %). La répartition détaillée en 2018 est la suivante : forêts (40,2 %), zones agricoles hétérogènes (34,8 %), prairies (17,5 %), mines, décharges et chantiers (4,2 %), zones urbanisées (3,3 %). L'évolution de l’occupation des sols de la commune et de ses infrastructures peut être observée sur les différentes représentations cartographiques du territoire : la carte de Cassini (XVIIIe siècle), la carte d'état-major (1820-1866) et les cartes ou photos aériennes de l'IGN pour la période actuelle (1950 à aujourd'hui).

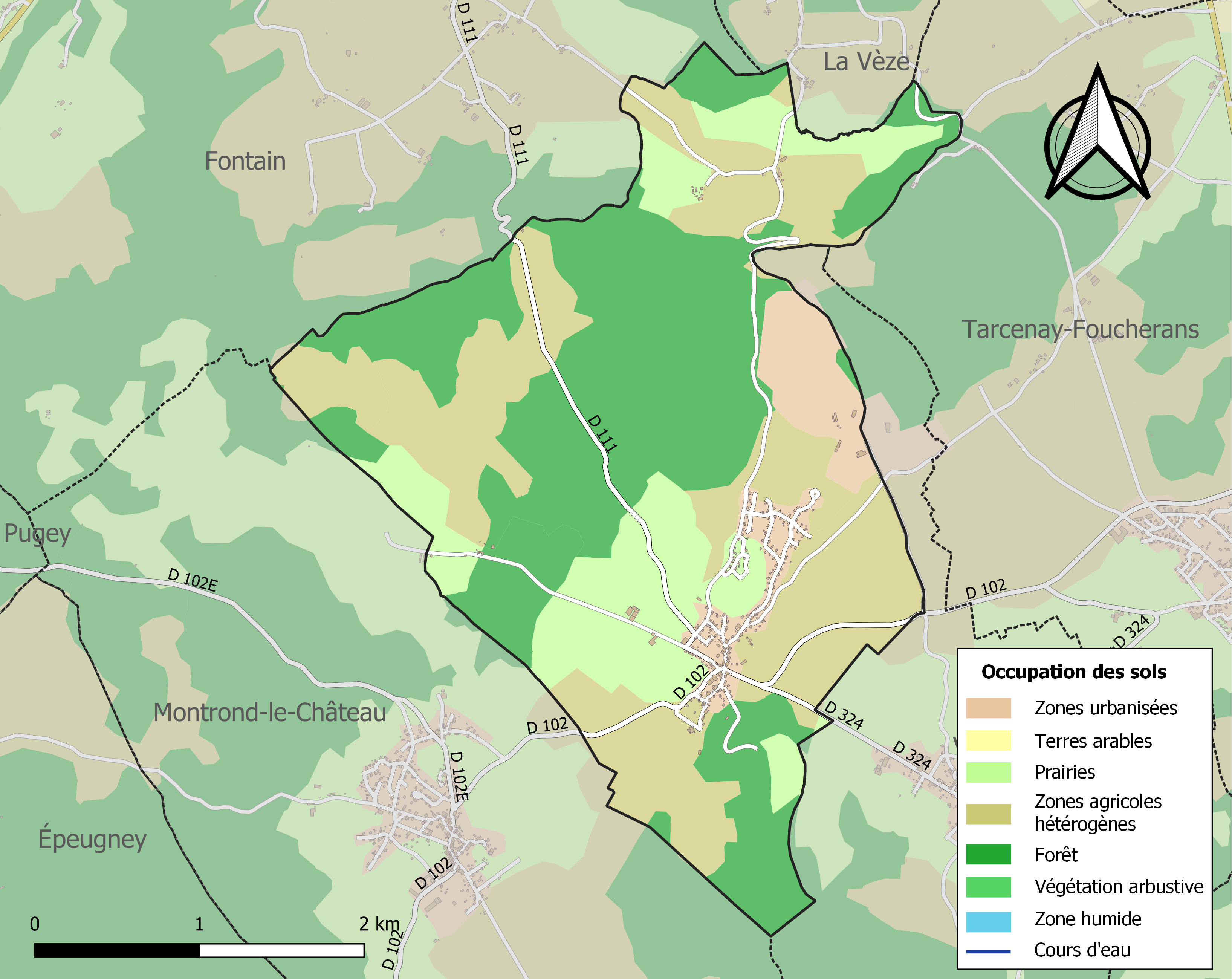
Carte des infrastructures et de l'occupation des sols de la commune en 2018 (CLC).

## Histoire
Mérey est mentionné en 1230 sur la donation faite par Pierre V de Scey au chapitre de Sainte Madeleine de Besançon, d’une propriété située dans ce village.
En 1292, les sires de Montrond et les moines de l’abbaye Saint Paul de Besançon se partagent l’administration du village, coseigneurie qui durera jusqu’à l’acquisition des terres, en 1751, par Jean Léonard Jacquot, substitut au parlement de Besançon.
En 1657, après la guerre de Dix Ans, il ne restait que 107 habitants. La population atteignit 300 habitants en 1826, puis descendit progressivement à 187 en 1975, à la suite de l’exode rural. Actuellement (2020), le village compte 450 habitants environ.
Le hameau des Granges du Liège, a été une commune jusqu’en 1822. Il a appartenu successivement à l’abbaye de Montbenoit, aux sires d’Arguel, à un vassal du prince d'Orange et aux Carmélites de Besançon, entre 1619  et la Révolution. La ferme du bas est restée, depuis 1670, la propriété d'une famille d'agriculteurs (11e génération), tandis que les derniers propriétaires de la ferme du haut l'ont aménagée en chambres d'hôtes et auberge,.
La Grange de Céry fut un relais de poste sur la route royale de Saint Dizier à Lausanne, jusqu'au déclassement, en 1848, du tronçon allant de Besançon à Ornans, sur lequel elle se trouvait. Après être passée entre plusieurs mains, elle est acquise (pour 1/3), par Jean-Joseph Philibert qui fait construire (entre 1840 et 1862), un château et ses communs sur la propriété. En 1950, la paroisse Saint-Jean de Besançon, héritière du château, y aménage une école pour enfants en difficulté qui devient plus tard maison de retraite. Le château est aujourd'hui propriété privée,.

## Héraldique
| Blason de Mérey-sous-Montrond | Blason  | Parti : au 1) de gueules aux deux bars adossés d’or, surmonté d’un lambel d’argent et soutenus d’une fleur de lys du même, au 2) d’argent à la crosse de gueules. |
| Blason de Mérey-sous-Montrond | Détails | Le statut officiel du blason reste à déterminer. |

## Politique et administration
| Période                                  | Période                   | Identité                                       | Étiquette | Qualité |
| ---------------------------------------- | ------------------------- | ---------------------------------------------- | --------- | ------- |
| mars 1989                                | mars 1995                 | Claude Laithier                                |           |         |
| mars 1995                                | décembre 2004             | Bernard Jeannier                               |           |         |
| janvier 2005                             | 2014                      | Philippe Guglielmetti                          |           |         |
| mars 2014                                | En cours (au 31 mai 2020) | Didier Laithier Réélu pour le mandat 2020-2026 | SE        | Employé |
| Les données manquantes sont à compléter. |                           |                                                |           |         |

## Démographie
L'évolution du nombre d'habitants est connue à travers les recensements de la population effectués dans la commune depuis 1793. Pour les communes de moins de 10 000 habitants, une enquête de recensement portant sur toute la population est réalisée tous les cinq ans, les populations de référence des années intermédiaires étant quant à elles estimées par interpolation ou extrapolation. Pour la commune, le premier recensement exhaustif entrant dans le cadre du nouveau dispositif a été réalisé en 2004.

En 2018, la commune comptait 436 habitants, en évolution de +0,93 % par rapport à 2012 (Doubs : +1,88 %, France hors Mayotte : +2,11 %).
| 1793 | 1800 | 1806 | 1821 | 1831 | 1836 | 1841 | 1846 | 1851 |
| ---- | ---- | ---- | ---- | ---- | ---- | ---- | ---- | ---- |
| 222  | 227  | 250  | 272  | 314  | 308  | 313  | 334  | 284  |

| 1856 | 1861 | 1866 | 1872 | 1876 | 1881 | 1886 | 1891 | 1896 |
| ---- | ---- | ---- | ---- | ---- | ---- | ---- | ---- | ---- |
| 262  | 304  | 272  | 286  | 282  | 270  | 241  | 224  | 225  |

| 1901 | 1906 | 1911 | 1921 | 1926 | 1931 | 1936 | 1946 | 1954 |
| ---- | ---- | ---- | ---- | ---- | ---- | ---- | ---- | ---- |
| 194  | 206  | 203  | 181  | 175  | 164  | 167  | 179  | 190  |

| 1962 | 1968 | 1975 | 1982 | 1990 | 1999 | 2004 | 2006 | 2009 |
| ---- | ---- | ---- | ---- | ---- | ---- | ---- | ---- | ---- |
| 152  | 178  | 187  | 402  | 422  | 421  | 429  | 433  | 448  |

| 2014 | 2018 | - | - | - | - | - | - | - |
| ---- | ---- | - | - | - | - | - | - | - |
| 423  | 436  | - | - | - | - | - | - | - |

## Lieux et monuments
- Église Saint-Sébastien de 1841, inscrite aux monuments historiques depuis 1979.
- Oratoire saint Sébastien (début du XIXe siècle ?) au bord de la route menant à la forêt de Fontain. La niche abritait une statue de saint Sébastien. Volée au début des années 1970, elle a été remplacée par une autre. L'oratoire faisait l'objet de processions qui avaient lieu au moment des Rogations[18].
- Vierge de l'Immaculée Conception, dite vierge noire, au lieu dit sous le mont, érigée en 1854 au-dessus d'une fontaine par l'abbé Bouveret pour protéger le village du choléra[19].
- Sentier karstique du Grand Bois avec ses dolines, lapiaz, grottes et puits[20].

Il fait l'objet chaque année au mois de juillet d'un chantier de jeunes participant à son entretien.

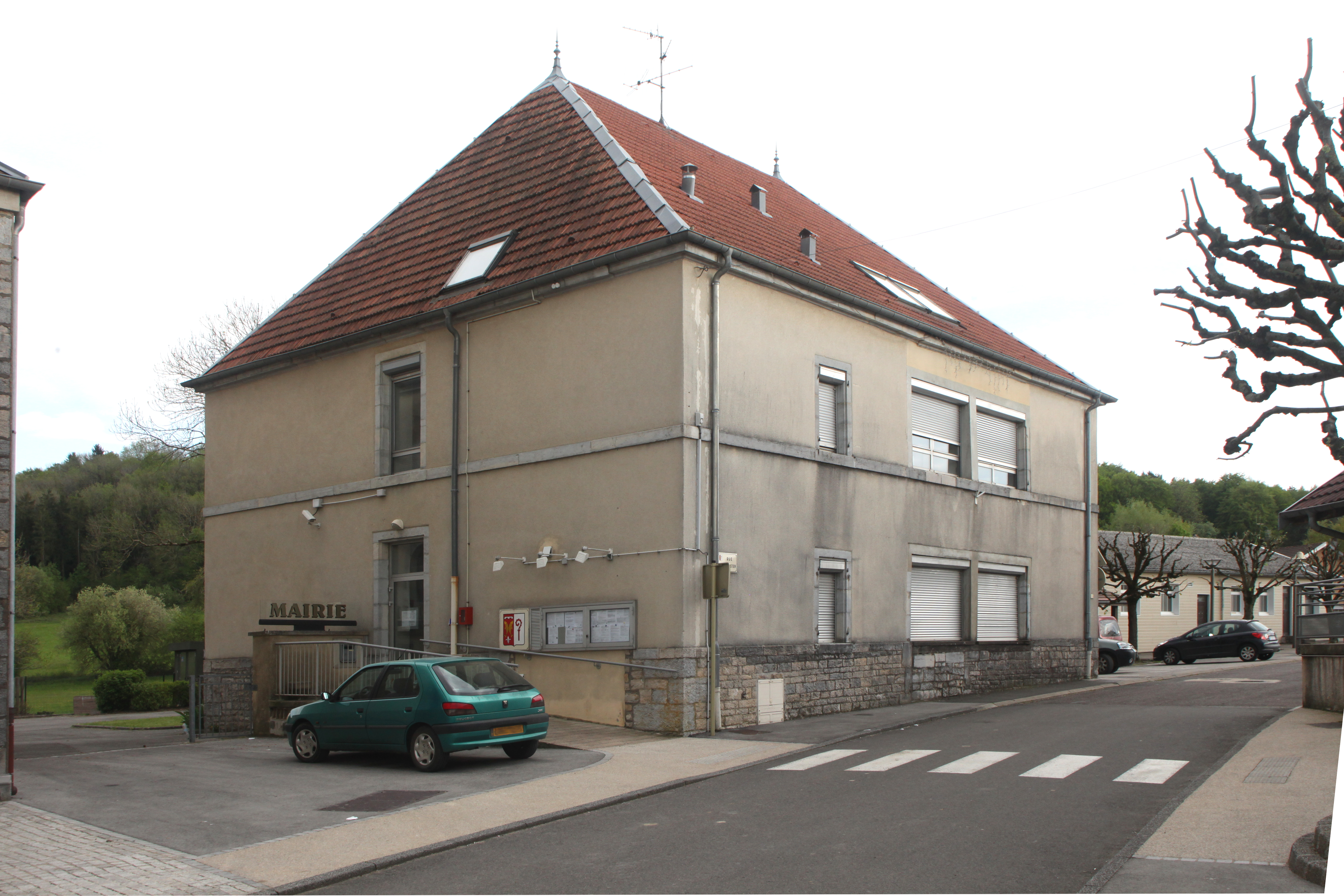
Mairie.
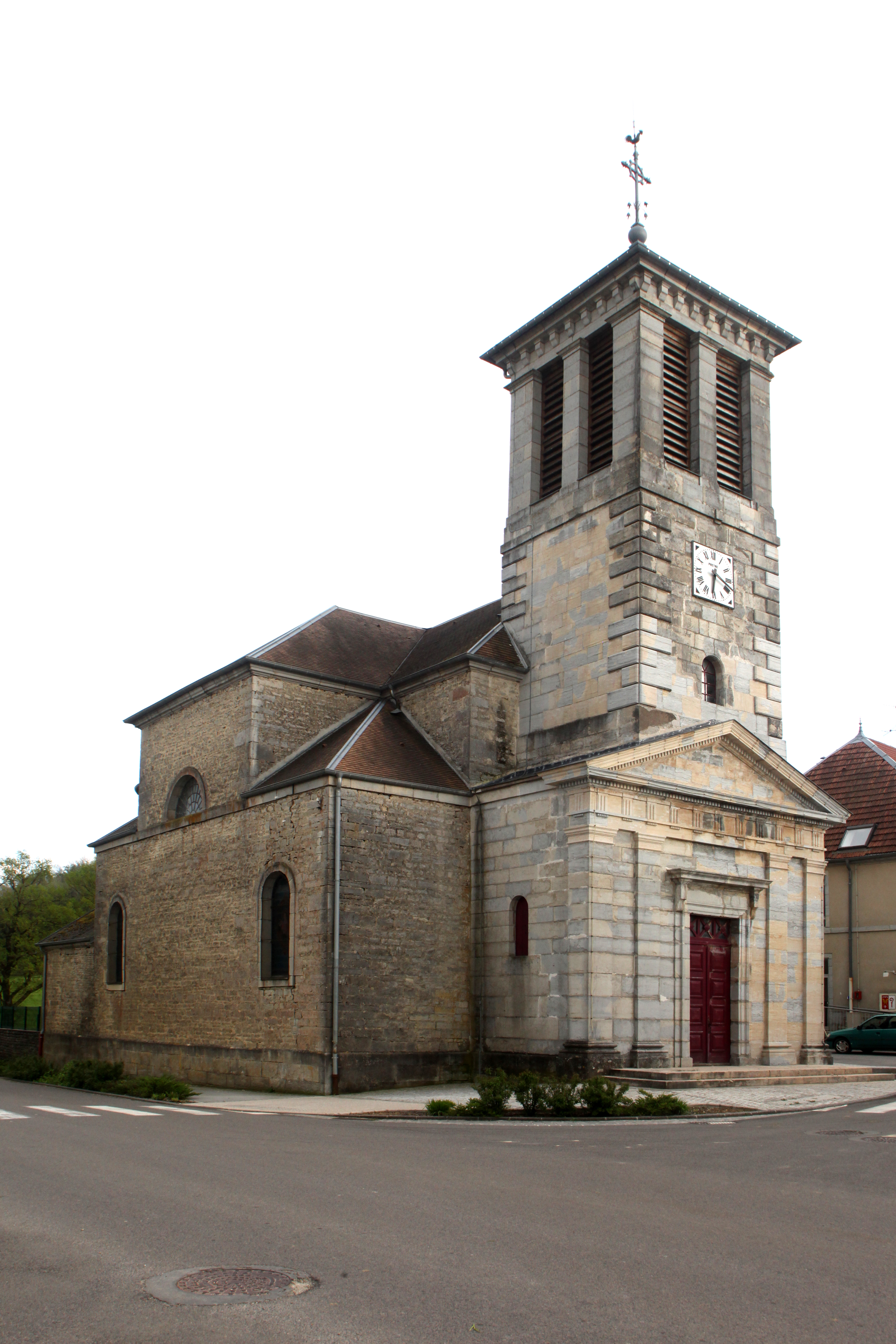
Église Saint-Sébastien.
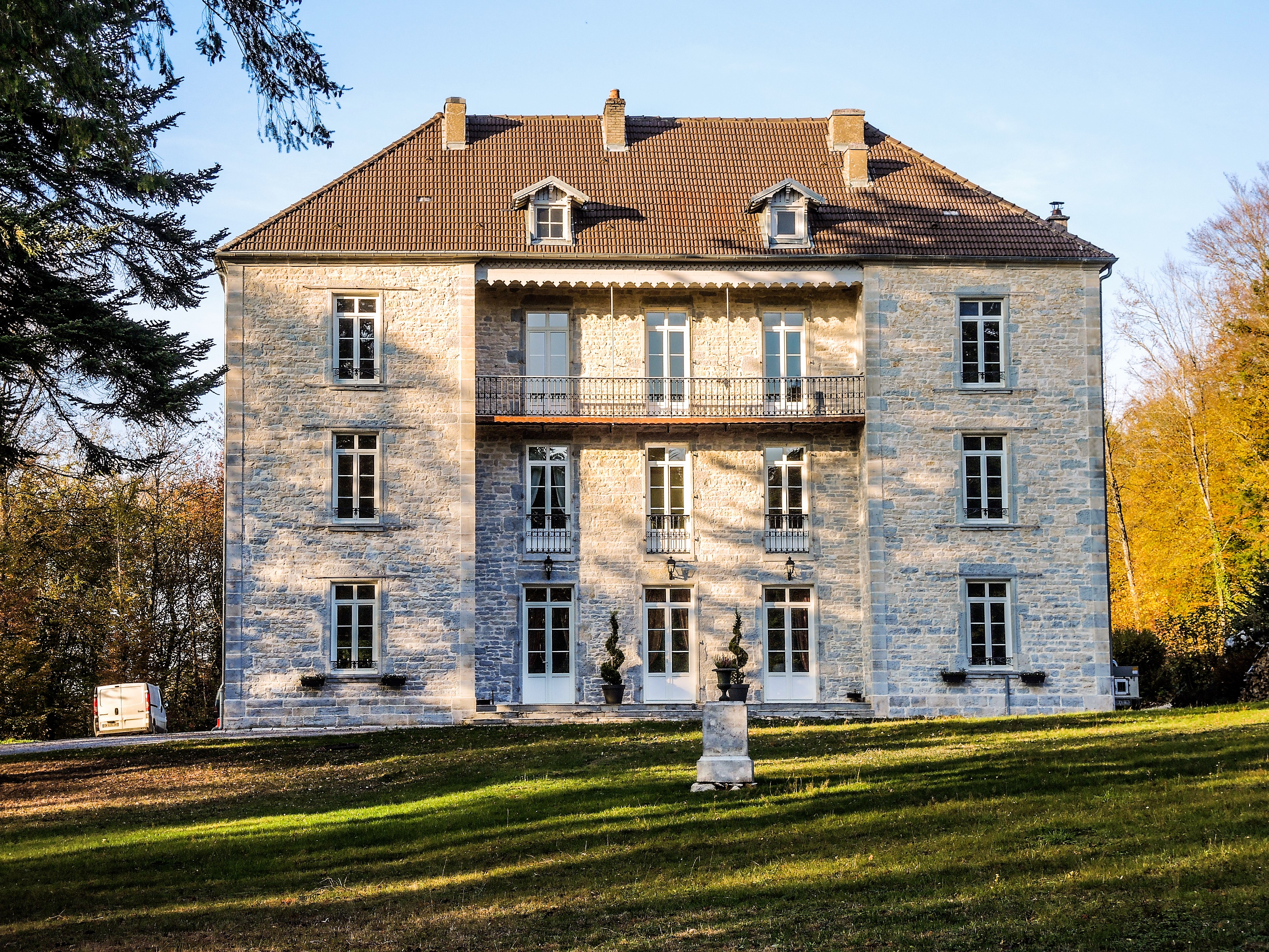
Château de Céry.
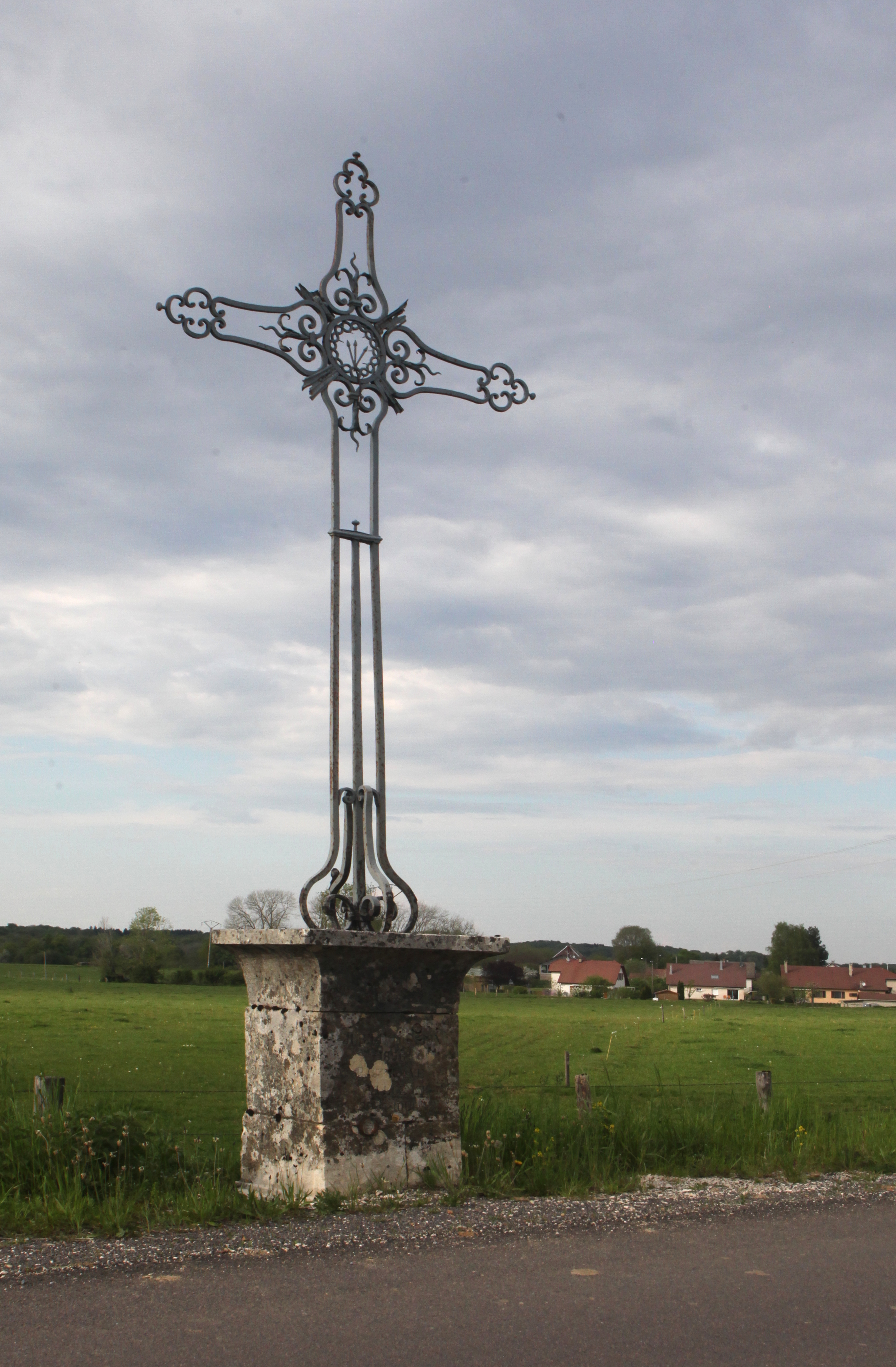
Croix.
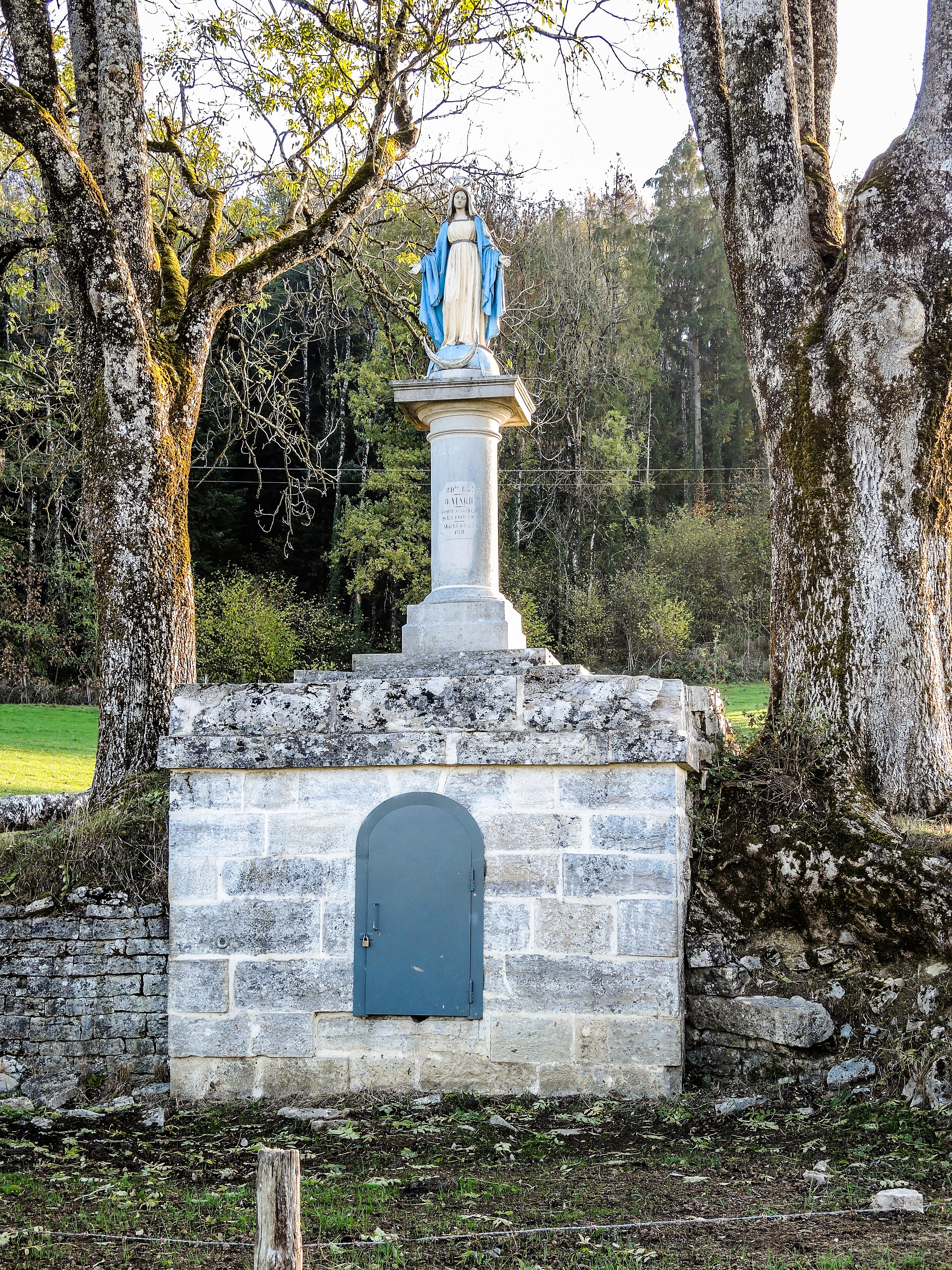
Vierge noire.
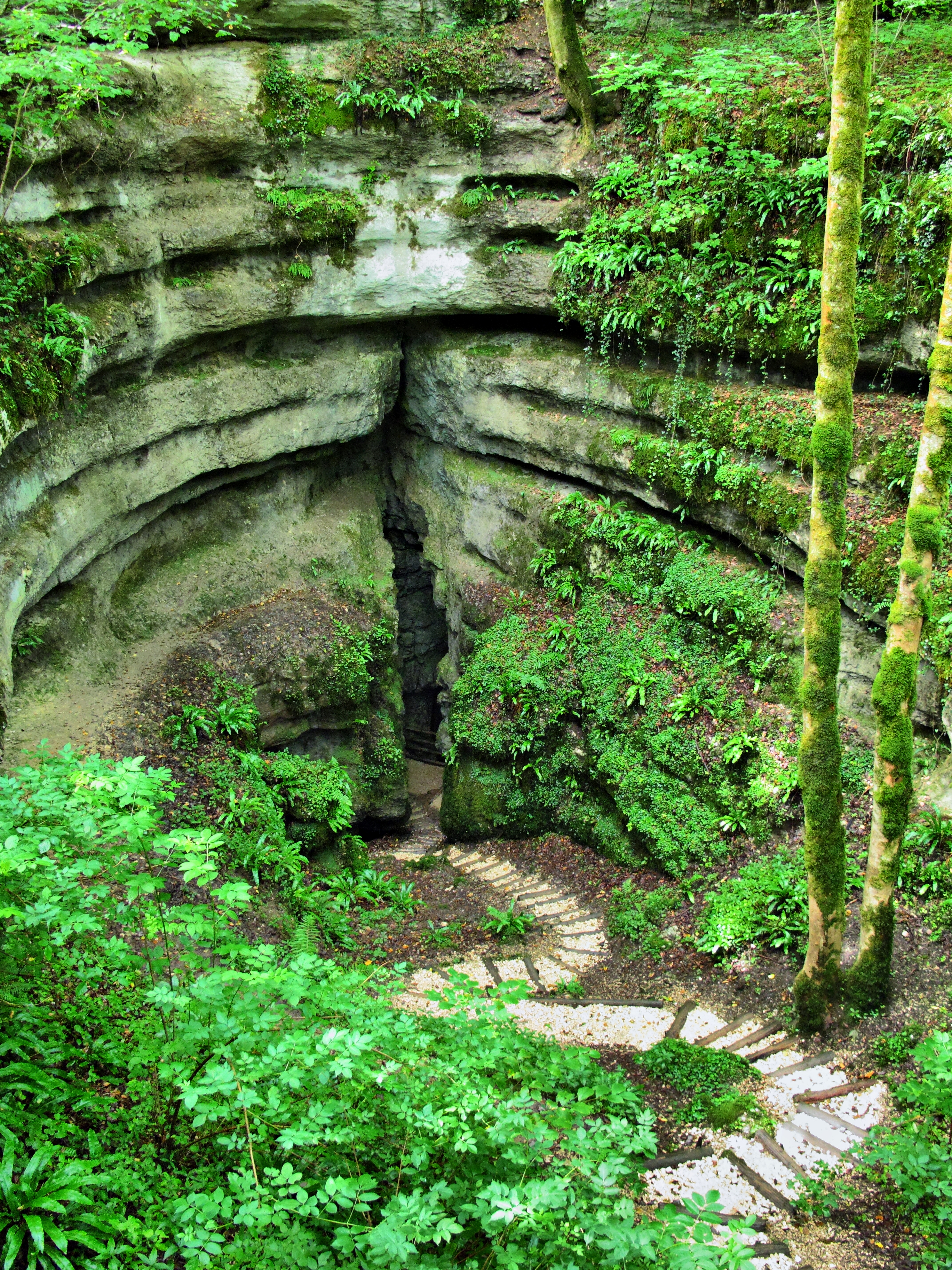
La grande doline du sentier karstique.

## Personnalités liées à la commune
Jean Léonard Jacquot, substitut au parlement de Besançon, seigneur de Mérey à partir de 1751. Il fait construire le "château" de Mérey,.